# Pain Hustlers
Pain Hustlers és una pel·lícula de drama criminal nord-americà del 2023 dirigida per David Yates a partir d'un guió de Wells Tower. Es basa en el llibre del mateix nom de 2022 d'Evan Hughes. La pel·lícula és protagonitzada per Emily Blunt, Chris Evans, Andy García, Catherine O'Hara, Jay Duplass, Brian d'Arcy James i Chloe Coleman. La seva trama se centra en una noia que abandona la secundària que aconsegueix una feina amb una empresa farmacèutica fallida a la Florida central, on aviat es troba al centre d'una conspiració criminal.
Pain Hustlers es va estrenar al Festival Internacional de Cinema de Toronto l'11 de setembre de 2023 i es va estrenar en uns pocs cinemes dels Estats Units el 20 d'octubre de 2023, abans del seu debut en streaming per Netflix el 27 d'octubre de 2023. Ha estat subtitulada al català.

## Sinopsi
Liza Drake, que va abandonar l'escola secundària, aconsegueix una feina amb una empresa farmacèutica fallida en un centre comercial groguenc de la Florida central, on aviat es troba al centre d'una conspiració criminal amb conseqüències mortals.

## Repartiment
- Emily Blunt com a Liza Drake
- Chris Evans com a Pete Brenner
- Catherine O'Hara com a Jackie, la mare de la Liza
- Andy García com as Dr. Neel
- Jay Duplass com a Larkin
- Brian d'Arcy James com a Dr. Lydell
- Amit Shah com a Eric Paley
- Chloe Coleman com a Phoebe, filla de la Liza's
- Aubrey Dollar com a Andy
- Michael Kosta com la persona del Schatz
- Nick McNeil com a Randy